# Incidentul cu balonul din China

Incidentul cu balonul din China  a avut loc la 2 februarie 2023 în spațiul aerian de deasupra statului american Montana. În această zi, potrivit unui comunicat al Departamentului Apărării al SUA, în zonă a fost văzut un balon chinezesc. Potrivit oficialilor de la Beijing, a fost un balon meteorologic civil care a ajuns accidental în spațiul aerian al SUA.
Un al doilea balon chinezesc de spionaj a fost depistat la 3 februarie 2023 de Pentagon în America Latină.

## Obiectul
La începutul lunii februarie 2023, un balon a fost urmărit în stratosferă deasupra Montanei. Balonul a fost observat de aeronave Boeing E-3 Sentry și F-22 Raptor ale US Air Force. Obiectul era de dimensiunea a trei autobuze și avea un compartiment tehnologic. Înainte de descoperire, a trecut deasupra Statelor Unite continentale și anterior peste Insulele Aleutine și Canada. Oficialii Departamentului de Apărare al SUA au luat în considerare doborârea balonului, dar au decis să nu facă acest lucru din cauza riscului ca resturile să rănească civilii de la sol.
La 4 februarie 2023, balonul a fost totuși doborât în largul coastei Carolinei de Sud, la ordinul președintelui Joe Biden. Armata SUA ar fi folosit o singură rachetă AIM-9 Sidewinder. Operațiunea a implicat avioane de vânătoare F-22 de la baza forțelor aeriene Langley din Virginia.

## Consecințe

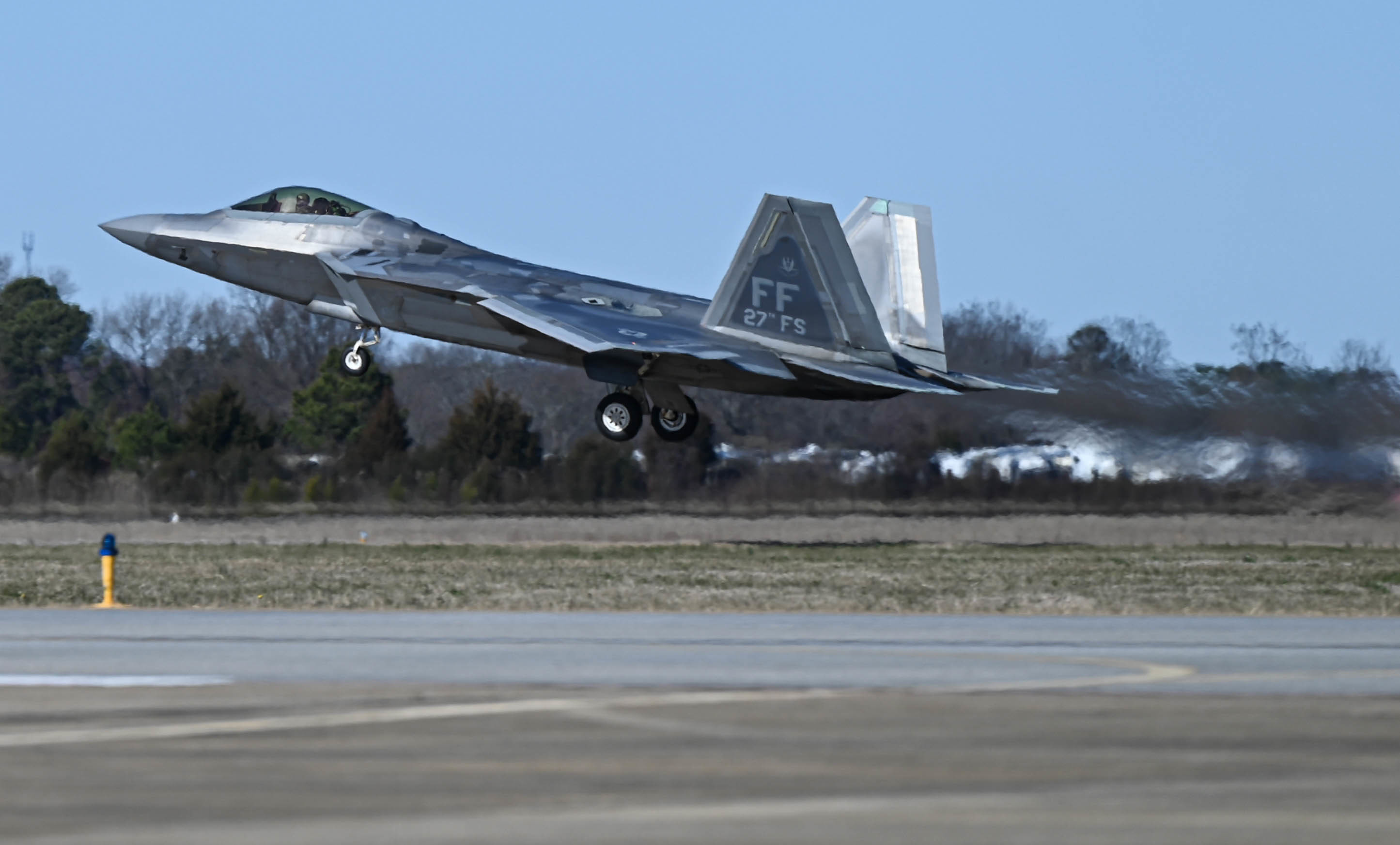
F-22 Raptor decolează de la baza comună Langley-Eustis în timpul incidentului cu balonul.

Președintele Joe Biden a amânat o călătorie diplomatică planificată în China a secretarului de stat american Antony Blinken din cauza incidentului.
Conform site-ului Ministerului chinez de Externe, partea chineză își exprimă nemulțumirea puternică și protestul față de utilizarea forței de către SUA pentru a ataca un balon civil fără pilot.
Datorită incidentului, Canada  a convocat ambasadorul chinez pentru a-i cere explicații.